# Тоні Джадт
Тоні Джадт (англ. Tony Judt; 2 січня 1948, Лондон, Велика Британія — 6 серпня 2010, Нью-Йорк, США) — британський та американський історик, публіцист та публічний інтелектуал. Спеціалізувався на вивченні історії Європи XX століття, зокрема історії Франції. Член Американської академії мистецтв та наук та Британської академії. Від 1995 року був директором заснованого ним Інституту Ремарка при Нью-Йоркському університеті. Автор відомої книги «Після війни: історія Європи від 1945 до нашого часу» (2005).

## Біографія
Народився в Лондоні у єврейській родині. Батьки матері Джадта емігрували з Росії та Румунії, а батька — з Литви. Вивчав історію в Кембриджському університеті, де у 1969 році одержав ступінь бакалавра та закінчив аспірантуру 1972 році. Провчився рік у Вищій нормальній школі в Парижі.
У 1966 році працював водієм та перекладачем для ізраїльської армії у кібуці в Маханаїмі під час Шестиденної війни в 1967 році.
Будучи спочатку послідовником сіонізму, Джадт, з часом розчарувавшись, відійшов від нього. Викладав в Кембриджському (1972–1978), Каліфорнійському (1978–1980), Оксфордському (1980–1987) та Нью-Йоркському (від 1987) університетах. 2003 року висловився на користь створення бінаціональної держави в Палестині, за що його розкритикував редактор про-ізраїльського часопису The New Republic.
Помер у 2010 році від бічного аміотрофічного склерозу.

### Автор книг
- Judt, Tony (2015). When the Facts Change: Essays, 1995—2010. Penguin Press. p. 400. ISBN 978-1594206009.
- Judt, Tony; Snyder, Timothy (2012). Thinking the Twentieth Century. London: Penguin Press. ISBN 978-1-59420-323-7.
- Judt, Tony (2010). The Memory Chalet. London: William Heinemann. ISBN 9780434020966.
- Judt, Tony (2010). Ill Fares the Land. Penguin Press. ISBN 1-59420-276-1.
- Judt, Tony (2008). Reappraisals: Reflections on the Forgotten Twentieth Century. Penguin Press. ISBN 1-59420-136-6.
- Judt, Tony (2005). Postwar: A History of Europe Since 1945. Penguin Press. ISBN 1-59420-065-3.
- Judt, Tony (1998). The Burden of Responsibility: Blum, Camus, Aron, and the French Twentieth Century. University of Chicago Press. ISBN 0-226-41418-3.
- Judt, Tony (1996). A Grand Illusion?: An Essay on Europe. Douglas & McIntyre. ISBN 0-8090-5093-5.
- Judt, Tony (1992). Past Imperfect: French Intellectuals, 1944-1956. University of California Press. ISBN 0520079213.
- Judt, Tony (1990). Marxism and the French Left: Studies on Labour and Politics in France 1830-1982. Clarendon. ISBN 0-19-821578-9.
- Judt, Tony (1979). Socialism in Provence 1871-1914: A Study in the Origins of the Modern French Left. Cambridge University Press. ISBN 0-521-22172-2.
- Judt, Tony (1976). La reconstruction du parti socialiste : 1921-1926. Presses de la Fondation nationale des sciences politique.

### Редактор книг
- Judt, Tony, and Lacorne, Denis (2005). With Us Or Against Us : Studies in Global Anti-Americanism. Palgrave. ISBN 0230602266.
- Judt, Tony, and Lacorne, Denis (2004). Language, Nation, and State: Identity Politics In A Multilingual Age. Palgrave. ISBN 1-4039-6393-2.
- Déak, István, Gross, Jan T., and Judt, Tony (2000). The Politics of Retribution in Europe: World War II and its Aftermath. Princeton University Press. ISBN 1-4039-6393-2.
- Judt, Tony (1989). Resistance and Revolution in Mediterranean Europe 1939-1948. Routledge. ISBN 0415015804.

## Українські переклади

### Книги
- Тімоті Снайдер, Тоні Джадт. Роздуми про двадцяте століття. Пер. з англ. Павло Грицак. — Київ: «Човен», 2019. — 384 с. 978-966-97668-6-1[6]
- Тоні Джадт. Після війни. Історія Європи від 1945 року. Пер. з англ. Катерини Зарембо. — Київ: «Наш формат», 2020. — 928 с. 978-617-7866-15-1[7]
- Тоні Джадт. Коли змінюються факти. Переклад: Софія Андрухович. — Львів: видавництво «Човен», 2021.[8]
- Тоні Джадт. Шале пам'яті. Переклад: Софія Андрухович. — Львів: видавництво «Човен», 2022.[9]
- Тоні Джадт. Нещасна земля. Переклад: Павло Грицак. — Львів: видавництво «Човен», 2022.[10]

### Статті
- Пограничний народ. [Архівовано 4 березня 2016 у Wayback Machine.] // Критика. — Серпень 2010.
- Інтелектуали і демократія. [Архівовано 1 лютого 2014 у Wayback Machine.] // Критика. — Жовтень 2012.
- Мрії про Вашингтон — одна з найбільших помилок Східної Європи — історик Тоні Джадт [Архівовано 4 березня 2016 у Wayback Machine.] // Радіо Свобода. — 03.10.2009.
- Едвард Саїд і палестинське питання // Спільне. — 01 квітня 2024